# Huyện Kushtia
Kushtia là một huyện thuộc division Khulna, Bangladesh. Huyện này có diện tích 1621 km², dân số năm 2002 là 1713224 người, mật độ dân số là 1057 người/km².